# Plan Perben de renouvellement du réseau ferroviaire
Le plan Perben de renouvellement du réseau ferroviaire a été présenté le 22 mai 2006 par le ministre français des transports Dominique Perben.  Il prévoit un programme pluriannuel de renouvellement du réseau ferroviaire français.

## Le plan
Après l'audit réalisé en 2005 par l'École polytechnique fédérale de Lausanne sur l'état du réseau ferroviaire français, qui montrait un réseau déficient, un plan d'action pour la période 2006-2010 a été présenté le  22 mai 2006 par Dominique Perben. Ce plan prévoit une grande augmentation du kilométrage de voies renouvelées chaque année, de 450 km en 2006 à 650 km en 2010, du nombre de tunnels (de 6 à 12) et ponts (de 2 à 6) renouvelés chaque année, ainsi que du nombre de postes d'aiguillages renouvelés (de 2 à 15). Pour ce renouvellement accéléré, l'État devrait débloquer (base 2005) 110 millions d'euros supplémentaires en 2006, 260 millions en 2007, et 600 millions d'euros en 2010. 600 kilomètres de ralentissement dus à la mauvaise qualité de la voie (sur 850) devraient être supprimés d'ici fin 2007.Ce plan ne prévoit pas de fermeture de lignes, alors que de nombreuses lignes ont été fermées ces dernières décennies.

## Réactions
La SNCF et RFF se sont dits contents du plan gouvernemental, qu'ils ont largement préparé, car ils ne pensaient pas pouvoir atteindre ce résultat. Les industriels se sont dits favorables, même s'ils se demandent comment ce plan sera financé. Quant aux régions, elles rappellent dans un communiqué la responsabilité de l'État quant à l'entretien des infrastructures ferrées, mais prennent acte de l'effort supplémentaire annoncé et veulent être associées dans chaque région à la définition détaillée du plan d'action et à sa programmation.    

## RFF et Liens externes
http://www.liberation.fr/actualite/politiques/216689.FR.php